# Vítor Epanor da Costa Filho
Vítor Epanor da Costa Filho, detto Vítor in Brasile e Víctor Epanhor o Víctor Ephanor in Ecuador (Rio de Janeiro, 1º settembre 1949), è un ex calciatore brasiliano, di ruolo attaccante.

## Caratteristiche tecniche
Giocò come attaccante, ma aveva iniziato la carriera nel ruolo di ala destra e in Brasile fu impiegato anche come centrocampista offensivo. Una volta giunto in Ecuador, fu inizialmente schierato come attaccante sinistro; poi fu spostato nel ruolo di seconda punta e infine in quello di trequartista, a lui più congeniale. Il suo piede di calcio naturale era il sinistro. Abile nel controllo di palla ed efficace nel dribbling, univa alle doti tecniche quelle caratteriali; era inoltre un esperto tiratore di calci piazzati, specialmente di punizioni, che tirava sia sul primo che sul secondo palo; nel secondo caso, soleva superare la barriera con conclusioni cariche d'effetto. Nell'eseguire i rigori era solito interrompere la rincorsa, al fine di disorientare il portiere avversario. Il suo stile di gioco prevedeva anche lanci lunghi per gli attaccanti, e tendeva a svolgere le funzioni del regista una volta entrato in possesso del pallone; al momento di finalizzare all'interno dell'area di rigore, era capace anche di colpire efficacemente di testa, sebbene non fosse una delle sue specialità.

## Carriera

### Club
Vítor iniziò la propria carriera nel Botafogo; nel 1966 vinse la versione giovanile del Torneio Início do Rio de Janeiro. Debuttò poi in prima squadra a vent'anni; trasferitosi al Ceará, vi vinse il campionato statale nel 1971. Nel 1972 giocò nel campionato colombiano, segnando 20 reti con la maglia dell'Atlético Junior. Nel 1973 passò al Flamengo, e disputò sei incontri durante il Campionato Carioca di quell'anno, segnando una rete contro l'Olaria. Tornato in Colombia, giocò per Atlético Junior, con la cui maglia fu capocannoniere del torneo nazionale nel 1974, e Independiente Medellín prima di essere ceduto al Barcelona di Guayaquil. Nella compagine giallo-nera ecuadoriana divenne uno degli elementi principali della rosa, venendo impiegato come titolare in varie posizioni. Nel 1980 contribuì alla vittoria del campionato nazionale con due reti: una nella sconfitta per 4-1 con il Técnico Universitario ad Ambato, e un altro a Machala, nell'incontro decisivo per il titolo, segnato in rovesciata, che aprì le marcature della sua squadra — che risultò poi vincente per 3-0. Le 18 marcature realizzate quell'anno lo resero il miglior cannoniere della sua squadra, e il 4º in assoluto del campionato. Nel 1981 i gol furono 10; in quella stagione il miglior realizzatore del Barcelona fu il connazionale Alcides, con 22 reti. Lasciato il Barcelona dopo 145 partite e 70 gol, tornò in Colombia, all'Unión Magdalena; in Brasile giocò per il Madureira prima di ritirarsi in Arabia Saudita.

## Palmarès

### Club

#### Competizioni nazionali
- Campionato Cearense: 1

Ceará: 1971
- Campionato ecuadoriano: 2

Barcelona: 1980, 1981

### Individuale
- Capocannoniere del campionato colombiano: 1

1974 (33 gol)